# بازی (فیلم ۱۳۸۳)
بازی فیلمی به کارگردانی و نویسندگی غلامرضا رمضانی محصول سال ۱۳۸۳ است.

## بازیگران
- ملیکا امامی
- مهناز افضلی
- الناز حبیب پور
- سهیل رضانور